# Carex paucimascula
Carex paucimascula är en halvgräsart som beskrevs av Augustin Abel Hector Léveillé och Eugène Vaniot. Carex paucimascula ingår i släktet starrar, och familjen halvgräs. Inga underarter finns listade i Catalogue of Life.